# Cuxá
Cuxá é um prato tradicional do Maranhão, muito ligado à identidade cultural e culinária do estado do estado. Ele é feito principalmente com vinagreira (uma planta de sabor ácido, também chamada de hibisco ou azedinha), arroz, camarão seco e temperos regionais como alho, cebola, pimenta-de-cheiro e cheiro-verde.
O nome "cuxá" também pode se referir ao molho de cuxá, que é usado como acompanhamento para diversos pratos, especialmente o arroz. O molho é preparado cozinhando as folhas da vinagreira com camarão seco, gergelim torrado, farinha de mandioca (ou farinha d’água), além de outros temperos, criando um sabor único: ácido, salgado e levemente picante.
Ele é muito consumido com peixe frito, tapioca, tortas salgadas, e até no famoso arroz de cuxá, um dos pratos mais representativos do Maranhão. É um símbolo da mistura de influências indígenas, africanas e portuguesas na culinária maranhense.

## Etimologia
"Cuxá" é um termo oriundo da junção dos termos tupis ku ("o que conserva") e xai ("azedo"). Significa, portanto, "o que conserva azedo".

## Descrição
Resultado de várias influências culturais, o cuxá é um prato que reflete hábitos das culinárias portuguesa, indígena e africana, junto com o toque árabe do arroz - de origem asiática mas muito difundido pelos árabes - e do gergelim torrado. Famoso, foi citado no livro "História da Alimentação no Brasil", de Câmara Cascudo, pelo pesquisador Jacques Raimundo, que "afirma ser a palavra 'cuxá' originária da Guiné superior". É descrito com detalhes no "Dicionário de vocábulos brasileiros", do Visconde Beaurepaire Rohan (1889), e ganhou versos do poeta maranhense Artur de Azevedo:.
| “ | ... Eu tenho muitas saudades / Da minha terra querida... / Onde atravessei a vida / O melhor tempo foi lá. / Choro os folguedos da infância / E os sonhos da adolescência; / Mas... choro com mais frequência / O meu arroz de cuxá. | ” |